# Wejsuny-Leśniczówka
Wejsuny-Leśniczówka (do 2011 Wejsuny) – osada w Polsce, położona w województwie warmińsko-mazurskim, w powiecie piskim, w gminie Ruciane-Nida.
W latach 1975–1998 miejscowość administracyjnie należała do województwa suwalskiego.
1 stycznia 2011 r. zmieniono nazwę i typ miejscowości z leśniczówki Wejsuny na osadę Wejsuny-Leśniczówka.